# Dimas Ekky Pratama
Dimas Ekky Pratama (* 26. Oktober 1992 in Depok) ist ein indonesischer Motorradrennfahrer. Er fährt 2021 in der FIM-CEV-Moto2-Europameisterschaft.

## Statistik

### In der FIM-CEV-Moto2-Europameisterschaft
| Saison | Team                                         | Motorrad | Rennen | Siege | Zweiter | Dritter | Poles | Schn. Runden | Punkte | Ergebnis |
| ------ | -------------------------------------------- | -------- | ------ | ----- | ------- | ------- | ----- | ------------ | ------ | -------- |
| 2015   | Astra Honda Racing Team                      | Kalex    | 7      | –     | –       | –       | –     | –            | 29     | 13.      |
| 2016   | Astra Honda Racing Team                      | Kalex    | 11     | –     | –       | –       | –     | –            | 66     | 7.       |
| 2017   | Astra Honda Racing Team                      | Kalex    | 11     | –     | –       | 1       | –     | –            | 102    | 6.       |
| 2018   | Astra Honda Racing Team                      | Kalex    | 9      | –     | –       | 1       | –     | 1            | 91,5   | 5.       |
| 2021   | Pertamina Mandalika SAG Stylobike Euvic Team | Kalex    | 10     | –     | –       | –       | –     | –            | 67     | 9.       |
| Gesamt | Gesamt                                       | Gesamt   | 48     | 0     | 0       | 2       | 0     | 1            | 248,5  |          |

### In der Motorrad-Weltmeisterschaft
| Saison | Klasse | Team                                    | Motorrad | Rennen | Siege | Zweiter | Dritter | Poles | Schn. Runden | Punkte | Ergebnis |
| ------ | ------ | --------------------------------------- | -------- | ------ | ----- | ------- | ------- | ----- | ------------ | ------ | -------- |
| 2017   | Moto2  | Federal Oil Gresini Moto2               | Kalex    | 1      | –     | –       | –       | –     | –            | 0      | –        |
| 2018   | Moto2  | Astra Honda Racing Team                 | Honda    | 1      | –     | –       | –       | –     | –            | 0      | 41.      |
| 2018   | Moto2  | Tech 3 Racing                           | Tech 3   | 1      | –     | –       | –       | –     | –            | 0      | 41.      |
| 2019   | Moto2  | IDEMITSU Honda Team Asia                | Kalex    | 12     | –     | –       | –       | –     | –            | 0      | 34.      |
| 2021   | Moto2  | Pertamina Mandalika SAG Stylobike Euvic | Kalex    | 1      | –     | –       | –       | –     | –            | 0      | 43.      |
| Gesamt | Gesamt | Gesamt                                  | Gesamt   | 16     | 0     | 0       | 0       | 0     | 0            | 0      |          |